# Wightia borneensis
Wightia borneensis är en tvåhjärtbladig växtart. Wightia borneensis ingår i släktet Wightia och familjen Paulowniaceae. Utöver nominatformen finns också underarten W. b. ottolanderi.